# Pico (zoología)

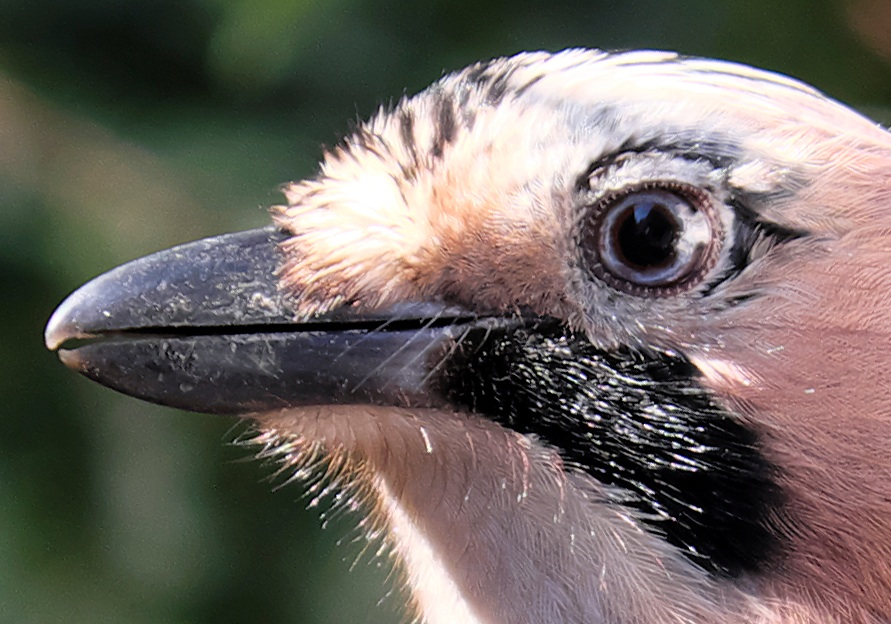
Pico de Garrulus glandarius (Corvidae).

Adaptaciones del pico de las aves según los distintos tipos de alimentación.

El pico es una estructura anatómica externa, el rasgo (junto con las plumas) distintivo de las aves, pero que también se encuentra en una forma similar en otros animales como los monotremas (ornitorrinco y equidna), los quelonios (tortugas), algunos peces o los cefalópodos (pulpos y calamares) que presentan una estructura característica conocida como pico de loro. El pico sustituye a los labios y dientes de los mamíferos.
El pico es una herramienta imprescindible, evolucionada para satisfacer las necesidades específicas de cada especie.  La diversidad de picos en las aves es un resultado directo de los diferentes hábitos alimenticios y condiciones ambientales que han enfrentado a lo largo de millones de años de evolución. 

## Etimología
Palabra de origen incierto, parece proceder del término castellano antiguo bico, y éste de la forma latina beccus, posible préstamo de la voz celta beccos. Esta última nos es conocida por Suetonio al hablar de un tal Antonio Primo "...cui Tolosae nato cognomen in pueritia Becco fuerat; id valet gallinacei rostrum", esto es: "natural de Tolouse, quien tuvo en su niñez el apodo de Becco, que significa pico de gallina".

## Anatomía
Está compuesto por el maxilar superior y el maxilar inferior o mandíbula. Se encuentra recubierto por un estuche córneo llamado ranfoteca. El pico presenta dos mandíbulas (maxilares superior e inferior) de consistencia ósea, recubiertas por una capa córnea llamada ranfoteca. En la base de la mandíbula superior se encuentran los orificios nasales recubiertos, en ocasiones, por una membrana denominada cera. La zona de contacto entre ambas mandíbulas es el rictus o comisura bucal, y los bordes cortantes de las mandíbulas, los tomios maxilar y mandibular, respectivamente. La línea dorsal que une la punta de la mandíbula superior y el comienzo de la zona emplumada de la cabeza se denomina culmen. Su equivalente en la mandíbula inferior se denomina gonio.

## Funciones
El pico se utiliza para picotear, agarrar y sujetar (al sondear en busca de comida, comer, manipular y transportar objetos, matar presas o luchar), acicalarse, cortejar y alimentar a las crías.

## Tipos de picos
Es en las aves donde el pico ha alcanzado el mayor grado de diversidad morfológica.
Evolutivamente los picos de las aves han acabado por adquirir formas que permiten a cada especie alimentarse o adaptarse a su hábitat. Las diferencias entre los picos de los pinzones de las Islas Galápagos fueron fundamentales para que Charles Darwin planteara su Teoría de la Evolución, puesto que observó que para cada isla los pinzones tenían picos muy distintos, concordando con el tipo de alimento que tenían a su alcance: picos más gruesos y fuertes para romper semillas, picos más pequeños para comer insectos.

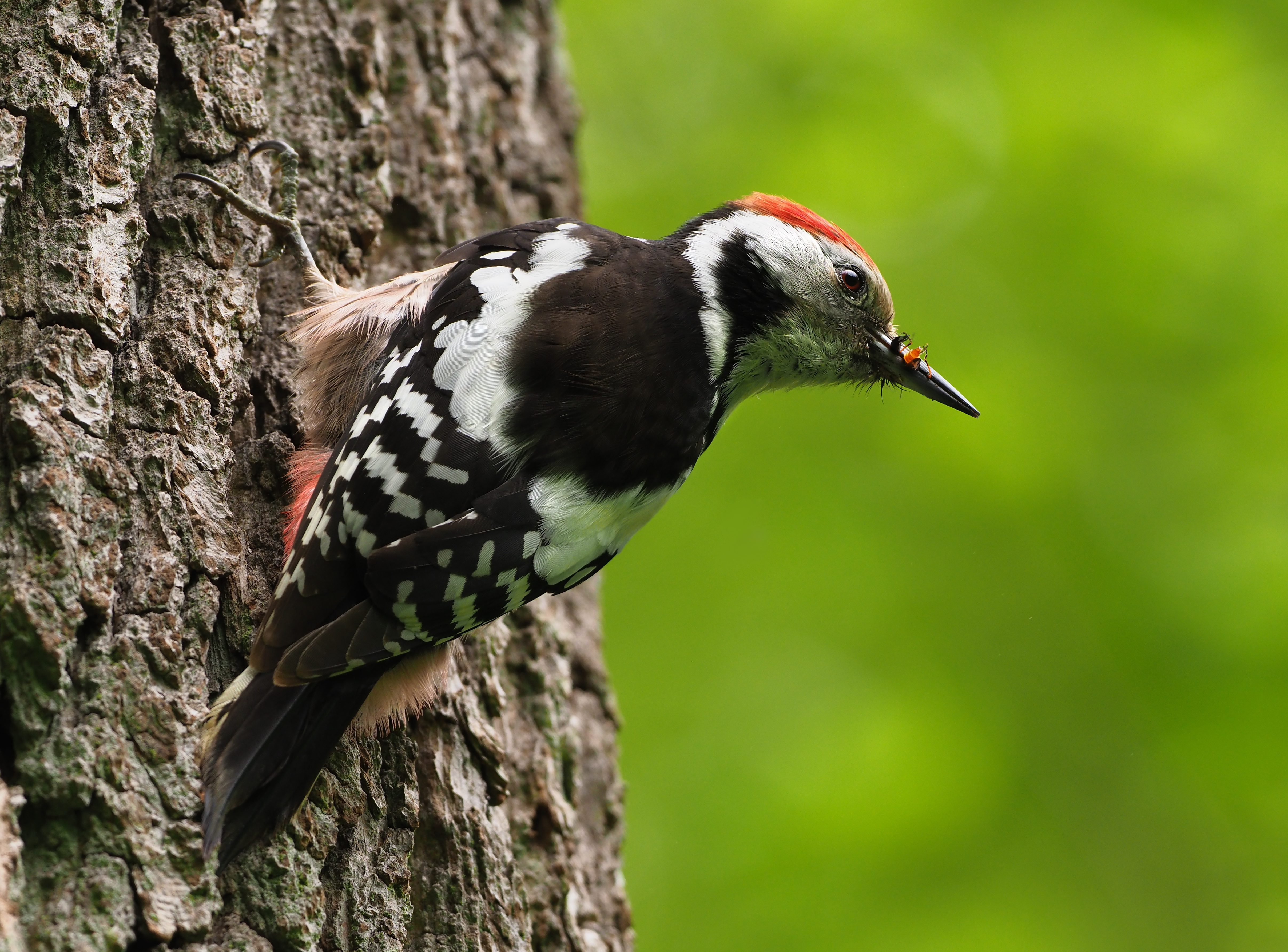
Pico acutirrostro del Pico mediano (Leiopicus medius)

La forma del pico de un ave depende fundamentalmente de su dieta.
- Acutirrostro: pico duro y muy apuntado, ideal para cavar agujeros en la madera en busca de insectos y larvas, presente principalmente en los pájaros carpinteros o las abubillas.
- Anseroideo: La mandíbula superior está muy desarrollada y tiene una especie de uña en el extremo. La mandíbula inferior es plana. A veces, aserrados. Se encuentra en anseriformes y es útil para filtrar el cieno o para arrancar la hierba.
- Pelecaniforme: pico largo y grueso con pliegue de piel en forma de bolsa, como el de los pelícanos.
- Aquilino: pico fuerte y afilado que posee un gancho agudo en la mandíbula superior que sobresale de la mandíbula con el fin de desgarrar más fácilmente. Es típico de aves carnívoras, como las falconiformes o las accipitriformes.

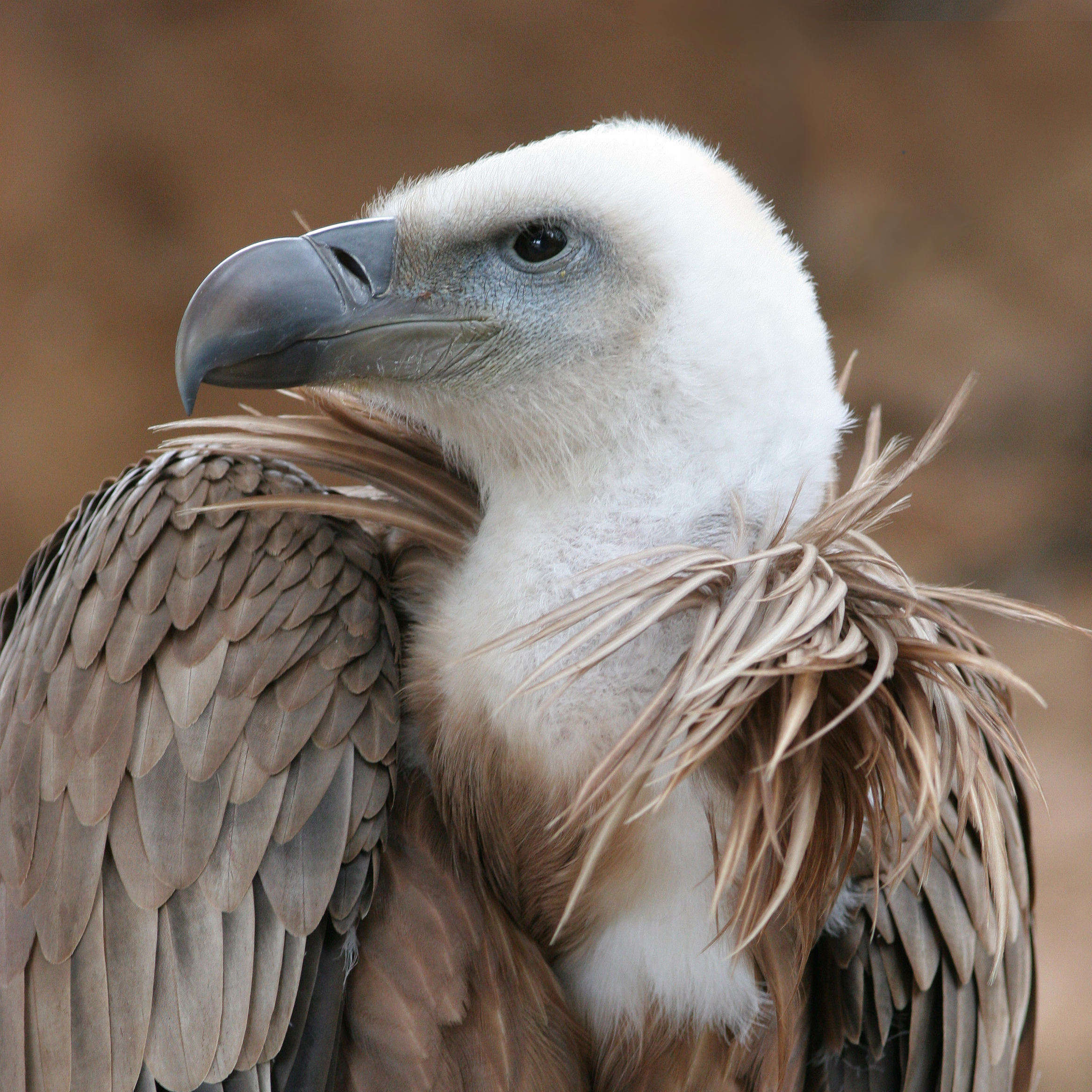
Perfil de buitre leonado (Gyps fulvus)

- Perfil de buitre leonado (Gyps fulvus)Conirrostro: es un pico corto pero abultado, así como fuerte y apuntado. Se encuentra principalmente en aves granívoras: jilgueros, verderones, picogordos, piquituertos o los loros.
- Corvuno: pico largo con mandíbulas globosas. Son típicos de aves omnívoras, como los cuervos comunes.
- Cultirrostro: pico fuerte en forma de estilete. Ejemplos: avetoros y avetorillos.
- Escolopáceo: pico largo, fino y flexible. Es principalmente útil para rastrear por zonas de barro o fango. Ejemplo: aguja colinegra.
- Fisirrostro: pico corto, aunque asociado a unas grandes fauces. Están especialmente adaptados para alimentarse en vuelo. Por ejemplo, el de las golondrinas, los vencejos, el chotacabras o el de la canastera.

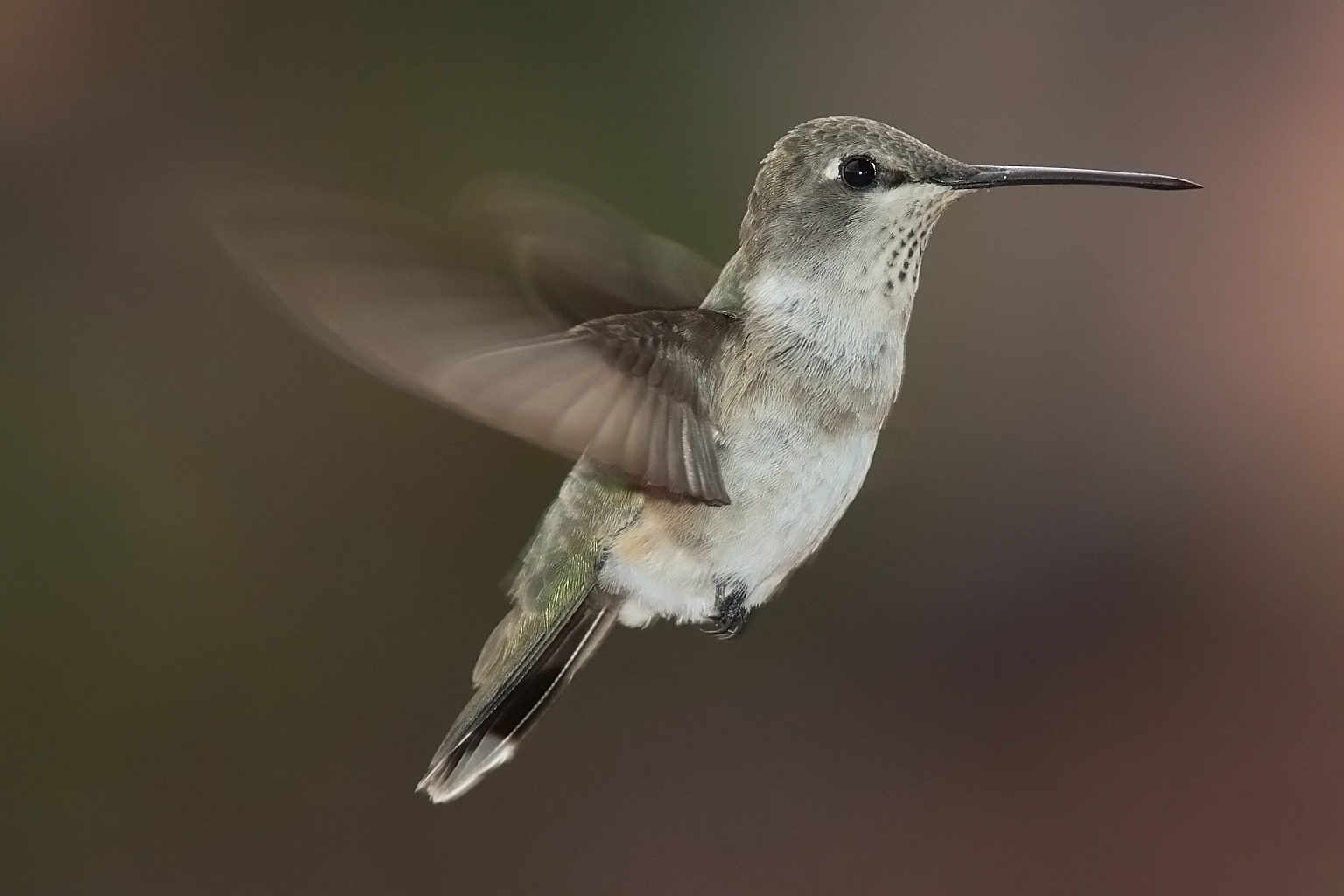
Pico troquiloideo de un colibrí

- Pico troquiloideo de un colibríGallináceo: pico fuerte y corto cuyo extremo acaba en un cono, como el del gallo.
- Laroideo: pico fuerte en forma de gancho en el extremo. Ejemplo: albatros o gaviota.
- Tenuirrostro: pico con forma de pinza con mandíbulas finas y equilibradas, habitual en aves insectívoras como los mosquiteros.
- Troquiloideo: son picos largos, curvados y finos que permiten al ave llegar al fondo de las flores para sorber su néctar, como en el caso de los colibrís.